# Jan Stanovský z Čechtic

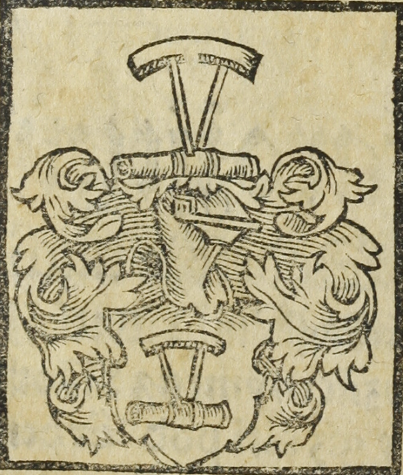
Erb Stanovských z Čechtic

Fišmistr Jan Stanovský z Čechtic, řečený Mřeň, jako purkrabí na Hluboké ve službách Viléma z Pernštejna zřejmě řídil práce při zřizování druhého největšího jihočeského rybníka – Bezdrevu.[zdroj?] A od roku 1508 působil na pernštejnském panství Pardubice. Po roce 1520 se ve služebném poměru již neobjevuje a zemřel roku 1535.

## Bohuslav z Čechtic
Současníkem (příbuzným?) Jana Mřena byl též Bohuslav z Čechtic, iniciátor známé staročeské památky – Jenského kodexu. Tento kolegiát Loudovy koleje na Betlémském náměstí v Praze zemřel jako stařec v roce 1533.